# خوتسن
خوتسن (به چکی: Choceň) یک منطقهٔ مسکونی و شهرستان دارای شهرک سابقاً روستا در جمهوری چک است که در ناحیه اوستی ناد اورلیتسی واقع شده‌است. خوتسن ۹٬۰۰۰ نفر جمعیت دارد.